# Diocesi di Cristalândia
La diocesi di Cristalândia (in latino: Dioecesis Cristalandiensis) è una sede della Chiesa cattolica in Brasile suffraganea dell'arcidiocesi di Palmas. Nel 2021 contava 156.000 battezzati su 258.870 abitanti. È retta dal vescovo Wellington de Queiroz Vieira.

## Territorio
La diocesi si estende su 2 stati brasiliani e comprende:
- 15 comuni dello stato del Tocantins: Araguaçu, Caseara, Chapada de Areia, Cristalândia, Divinópolis do Tocantins, Dueré, Formoso do Araguaia, Lagoa da Confusão, Marianópolis do Tocantins, Monte Santo do Tocantins, Nova Rosalândia, Paraíso do Tocantins, Pium, Pugmil e Sandolândia;
- 5 comuni dello stato di Goiás: Bonópolis, Mutunópolis, Novo Planalto, Porangatu e São Miguel do Araguaia.

Sede vescovile è la città di Cristalândia, dove si trova la cattedrale di Nostra Signora del Perpetuo Soccorso.
Il territorio si estende su 70.488 km² ed è suddiviso in 18 parrocchie, suddivise in 4 regioni pastorali: Goias, Vale do Javaé, Cristal e Vale do Araguaia.

## Storia
La prelatura territoriale fu eretta il 26 marzo 1956 con la bolla Ne quid filiis di papa Pio XII, ricavandone il territorio dalla diocesi di Porto Nacional e dalle prelature territoriali di Bananal e di São José do Alto Tocantins, che furono contestualmente soppresse. Originariamente la prelatura territoriale di Cristalândia era suffraganea dell'arcidiocesi di Goiânia.
Il 13 maggio 1969 cedette una porzione del suo territorio a vantaggio dell'erezione della prelatura territoriale di São Félix.
Il 15 gennaio 1976 cedette alla prelatura territoriale di Tocantinópolis (oggi diocesi) il comune di Arapoema.
Il 27 marzo dello stesso anno cedette un'altra porzione di territorio a vantaggio dell'erezione della prelatura territoriale di Santíssima Conceição do Araguaia (oggi diocesi).
Il 27 marzo 1996 entrò a far parte della provincia ecclesiastica dell'arcidiocesi di Palmas.
Nel luglio del 2010 terminò un accordo per cui alla diocesi di Tocantinópolis era affidata la cura pastorale della parrocchia di San Sebastiano a Couto de Magalhães che faceva parte dalla prelatura territoriale di Cristalândia. La parrocchia fu affidata alla diocesi di Miracema do Tocantins.
Il 10 luglio 2019 è stata elevata al rango di diocesi in forza della bolla Christi civitatem di papa Francesco e ha scambiato alcuni territori con la diocesi di Miracema do Tocantins.

## Cronotassi dei vescovi
Si omettono i periodi di sede vacante non superiori ai 2 anni o non storicamente accertati.
- Jaime Antônio Schuck, O.F.M. † (25 novembre 1958 - 11 maggio 1988 ritirato)
- Olívio Teodoro Obalhe, O.F.M. † (11 maggio 1988 succeduto - 29 settembre 1989 deceduto)
- Heriberto John Hermes, O.S.B. † (20 giugno 1990 - 25 febbraio 2009 ritirato)
- Rodolfo Luís Weber (25 febbraio 2009 - 2 dicembre 2015 nominato arcivescovo di Passo Fundo)
- Wellington de Queiroz Vieira, dal 16 novembre 2016

## Statistiche
La diocesi nel 2021 su una popolazione di 258.870 persone contava 156.000 battezzati, corrispondenti al 60,3% del totale.
| anno | popolazione | popolazione | popolazione | presbiteri | presbiteri | presbiteri | presbiteri                | diaconi | religiosi | religiosi | parrocchie |
| anno | battezzati  | totale      | %           | numero     | secolari   | regolari   | battezzati per presbitero | diaconi | uomini    | donne     | parrocchie |
| ---- | ----------- | ----------- | ----------- | ---------- | ---------- | ---------- | ------------------------- | ------- | --------- | --------- | ---------- |
| 1966 | 78.000      | 80.000      | 97,5        | 12         |            | 12         | 6.500                     |         | 14        | 14        | 5          |
| 1970 | ?           | 90.000      | ?           | 16         | 5          | 11         | ?                         |         | 14        | 12        | 5          |
| 1976 | 90.100      | 95.000      | 94,8        | 13         | 1          | 12         | 6.930                     |         | 18        | 18        | 6          |
| 1980 | 135.851     | 150.851     | 90,1        | 12         | 2          | 10         | 11.320                    |         | 12        | 17        | 5          |
| 1990 | 177.000     | 195.000     | 90,8        | 14         | 5          | 9          | 12.642                    |         | 11        | 35        | 17         |
| 1999 | 206.000     | 229.000     | 90,0        | 13         | 4          | 9          | 15.846                    |         | 11        | 38        | 7          |
| 2000 | 207.000     | 232.000     | 89,2        | 14         | 5          | 9          | 14.785                    |         | 9         | 38        | 8          |
| 2001 | 315.000     | 350.000     | 90,0        | 18         | 8          | 10         | 17.500                    |         | 11        | 41        | 8          |
| 2004 | 153.600     | 192.000     | 80,0        | 20         | 10         | 10         | 7.680                     | 1       | 15        | 47        | 6          |
| 2013 | 172.400     | 214.700     | 80,3        | 21         | 16         | 5          | 8.209                     | 1       | 7         | 25        | 17         |
| 2016 | 176.700     | 221.000     | 80,0        | 20         | 16         | 4          | 8.835                     | 1       | 5         | 20        | 17         |
| 2019 | 138.750     | 245.020     | 56,6        | 21         | 19         | 2          | 6.607                     |         | 2         | 23        | 17         |
| 2020 | 153.068     | 253.750     | 60,3        | 25         | 22         | 3          | 6.123                     | 1       | 6         | 20        | 18         |
| 2021 | 156.000     | 258.870     | 60,3        | 24         | 21         | 3          | 6.500                     |         | 4         | 22        | 18         |